# Tabulaephorus afghanus
Tabulaephorus afghanus är en fjärilsart som beskrevs av Ernst Arenberger 1981. Tabulaephorus afghanus ingår i släktet Tabulaephorus och familjen fjädermott. Inga underarter finns listade i Catalogue of Life.